# Mateo Musacchio
Mateo Musacchio (Rosario, 26 augustus 1990) is een Argentijns voetballer die bij voorkeur als centrale verdediger speelt. Hij verruilde Villarreal CF in juli 2017 voor AC Milan.

## Clubcarrière
Musacchio komt uit de jeugdopleiding van River Plate en debuteerde er op 16-jarige leeftijd in het eerste elftal. In augustus 2009 trok hij naar Villarreal CF, waar hij aanvankelijk in het tweede elftal speelde. Musacchio maakte zijn debuut in het eerste elftal van de Submarino amarillo op 13 februari 2010 in de met 2-1 gewonnen thuiswedstrijd van Athletic Bilbao. Tijdens de twee daaropvolgende seizoenen vormde hij in het hart van de verdediging een vast duo met zijn landgenoot Gonzalo Rodríguez, die inmiddels vertrokken is naar het Italiaanse ACF Fiorentina. In 2012 degradeerde Musacchio met Villarreal naar de Segunda Division, waar het één jaar verbleef en voor de club weer promoveerde naar de Primera División.

## Clubstatistieken
| Seizoen | Club            | Competitie       | Wed. | Goals |
| ------- | --------------- | ---------------- | ---- | ----- |
| 2006/07 | CA River Plate  | Primera División | 1    | 0     |
| 2007/08 | CA River Plate  | Primera División | 1    | 0     |
| 2008/09 | CA River Plate  | Primera División | 4    | 0     |
| 2009/10 | Villarreal CF B | Segunda División | 22   | 3     |
| 2009/10 | Villarreal CF   | Primera División | 7    | 0     |
| 2010/11 | Villarreal CF   | Primera División | 31   | 0     |
| 2011/12 | Villarreal CF   | Primera División | 30   | 0     |
| 2012/13 | Villarreal CF   | Segunda División | 39   | 2     |
| 2013/14 | Villarreal CF   | Primera División | 32   | 1     |
| 2014/15 | Villarreal CF   | Primera División | 14   | 3     |
| 2015/16 | Villarreal CF   | Primera División | 13   | 1     |
| 2016/17 | Villarreal CF   | Primera División | 23   | 0     |
| 2017/18 | AC Milan        | Serie A          | 15   | 0     |
| 2018/19 | AC Milan        | Serie A          | 13   | 0     |
| 2019/20 | AC Milan        | Serie A          | 18   | 0     |

## Erelijst
| Primera División (Winnaar Clausura) | 1x | 2008 |

2 Calabria  ·
4 Bennacer ·
7 Giménez ·
8 Loftus-Cheek ·
9 Jović ·
10 Leão ·
11 Pulisic ·
14 Reijnders ·
16 Maignan ·
17 Okafor ·
18 Zeroli ·
19 Hernández ·
20 Jiménez ·
21 Chukwueze ·
22 Emerson ·
23 Tomori ·
24 Florenzi ·
28 Thiaw ·
29 Fofana ·
31 Pavlović ·
42 Terracciano ·
46 Gabbia ·
57 Sportiello ·
80 Musah ·
90 Abraham ·
96 Torriani ·
Coach: Fonseca
· Assistent-coach: Ferreira